# Famille von Haxthausen
La famille von Haxthausen est une ancienne famille noble westphalienne. La famille appartient à la noblesse de la principauté épiscopale de Paderborn.

## Histoire

### Origine
La famille apparaît pour la première fois dans un document en 1340 avec l'écuyer Albertus de Haxtehusen, qui scelle ensuite avec son père Albertus en 1345. Leur siège est la colline de la tour d'Haxterberg (de) près de la localité aujourd'hui déserte au sud de Paderborn, dont les noms de lieux-dits Haxterberg et Haxtergrund rappellent encore l'existence.
Avec la famille von Vlechten, apparue dès 1173 avec Alexandre de Fleghten et portant le nom de la localité disparue de Flechtheim près de Brakel, les von Haxthausen partageent à partir du milieu du XIVe siècle l'image héraldique : panier de chariot. Ce point commun tient peut-être moins à une origine familiale commune qu’à un lieu de référence commun. Flechtheim est le centre d'une villication et appartient à l'abbaye d'Heerse (de). La famille von Vlechten y possède de vastes propriétés et droits. Au moins depuis le début du XVe siècle, la famille von Haxthausen en reçoit la dîme
La famille von Haxthausen est impliquée de nombreuses manières dans la politique du prince-évêque et dans l'administration de l'évêché de Paderborn. Les membres de la famille occupent des postes de chanoine à Paderborn et Hildesheim et occupent parfois les fonctions de sénéchal à Steinheim et Lichtenau ainsi que la fonction de conseiller privé. Avec les familles Brenken (de), Krevet (de) et Stapel, les Haxthausen appartiennent aux « quatre piliers » (Haupt-Meyern) de la principauté épiscopale de Paderborn. Là, ils reçoivent la charge d'intendant héréditaire et la fonction d'archi-chambellan. À l'abbaye de Neuenheerse (de), également située dans l'évêché de Paderborn, ils occupent la charge de maréchal héréditaire.

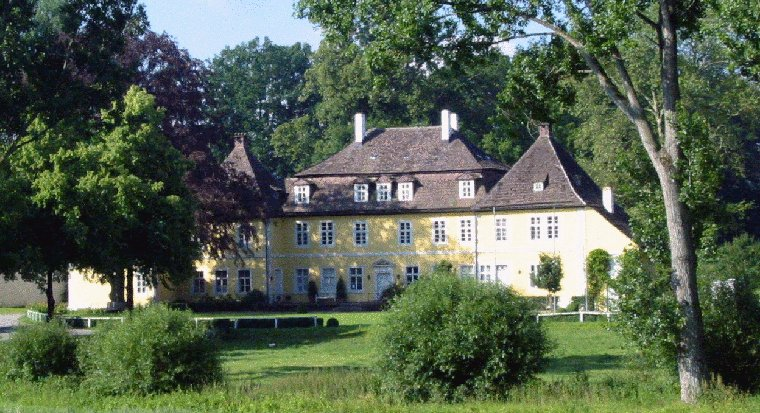
Château de Bökerhof (1768)

Au début du XIVe siècle, les Haxthausen sont inféodés par le prince-évêque de Paderborn avec les domaines d'Abbenburg (de) (près de Bökendorf) et de Bökerhof (de), où ils construisent les premières maisons permanentes. Dans la ville de Warburg, ils possèdent la maison Corvinus (de) jusqu'en 1488. Des membres de la famille sont également temporairement impliqués dans l'abbaye canoniale noble de Saint-Cyriaque (de) à Geseke ; Ludowine von Haxthausen y est abbesse de 1763 à 1774.

### Lignes et possessions
La souche de la famille forme deux lignées majeures appelées blanches et noires. Tous deux se sont répandus au fil du temps en Westphalie, en Hanovre, en Hesse, en Saxe et au Danemark . Si certaines branches sont restées catholiques, d'autres se sont converties à la dénomination protestante après la Réforme.

#### Ligne blanche
Les membres de la ligne blanche portent le titre de baron selon le droit coutumier. Sa branche la plus ancienne comprend les propriétaires des domaines Abbenburg et Bökerhof (de) (aujourd'hui dans le quartier de Bökendorf de la ville de Brakel) et autrefois Thienhausen (de) (aujourd'hui un quartier de la ville de Steinheim) et Welda. La branche luthérienne la plus jeune de la lignée blanche reçoit le titre de baron dans le royaume du Danemark.

##### Haxthausen zu Abbenburg

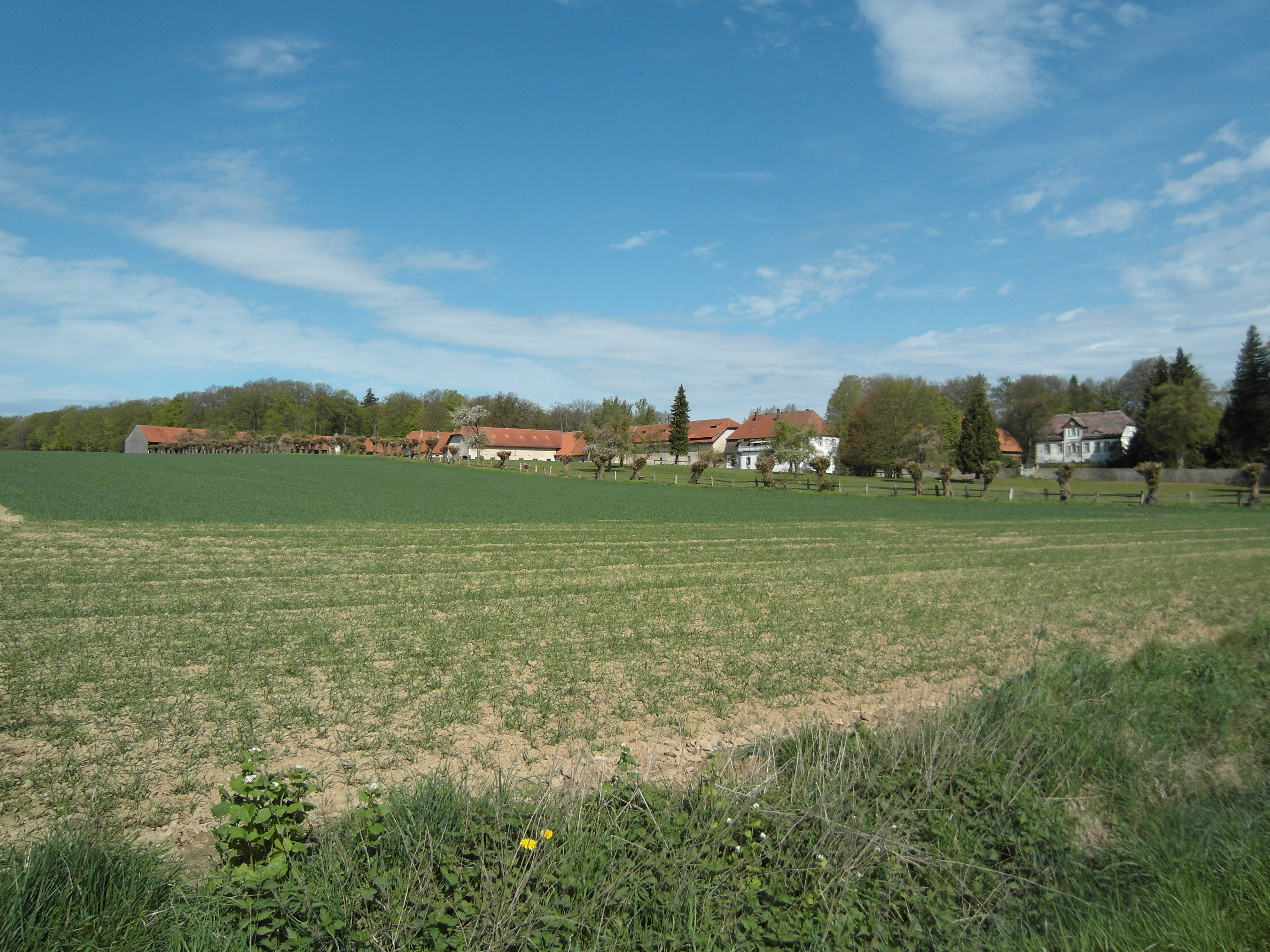
Manoir d'Abbenburg

En 1465, l'évêque de Paderborn Simon III inféode les seigneurs de Haxthausen avec le manoir d'Abbenburg (de). Le manoir d'Abbenburg est un ancien château entouré de douves du XIIIe siècle. L'Abbenburg est une ancienne maison ancestrale de la famille von Haxthausen et appartient à la famille depuis 1465, avec le Bökerhof. Abbenburg et le Bökerhof (de), non loin de là, sont dans les premières décennies du XXe siècle, à l'époque des frères Werner et August von Haxthausen (de), mais aussi de leurs sœurs Anna, Ludowine et Ferdinandine, le lieu de rencontre de ce que l'on appelait le « cercle de contes de Bökendorf », dont faisaient partie, parmi tant d'autres, les frères Grimm, Clemens Brentano, Joseph Görres, Heinrich Straube (de), August von Arnswaldt (de), August Heinrich Hoffmann von Fallersleben, Luise Hensel, Jenny von Droste zu Hülshoff et sa sœur Annette von Droste-Hülshoff, célèbre poète et parente de la famille. Le Bökerhof a parfois abrité parfois un musée de littérature.

##### Haxthausen zu Welda

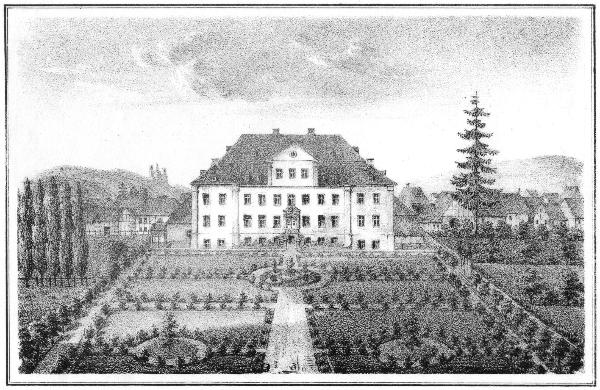
(1734), illustration de 1840

En 1469, le conseiller privé Gottschalk von Haxthausen reçoit les fiefs Wellede de l'évêché de Paderborn, en particulier les fiefs du château de Warburg et du village de Welda, chacun avec les lieux de coterie associés. Dietrich von Haxthausen est propriétaire de la Curia Romana (de) à Warburger Neustadt jusqu'en 1488. De 1734 à 1736, le descendant de Gottschalk, Hermann Adolph von Haxthausen (de), maréchal en chef de l'évêché de Paderborn, fait construire le château de Welda (de). Avec sa mort en 1768, la branche de Welda de la famille Haxthausen s'éteint dans la lignée masculine. Cette branche porte le complément de nom Haxthausen zu Welda et Vörden parfois aussi Dedinghausen. Au début du XIXe siècle, Welda revient aux barons von Brackel (de) après une longue bataille juridique et par voie de succession.

##### Haxthausen zu Thienhausen

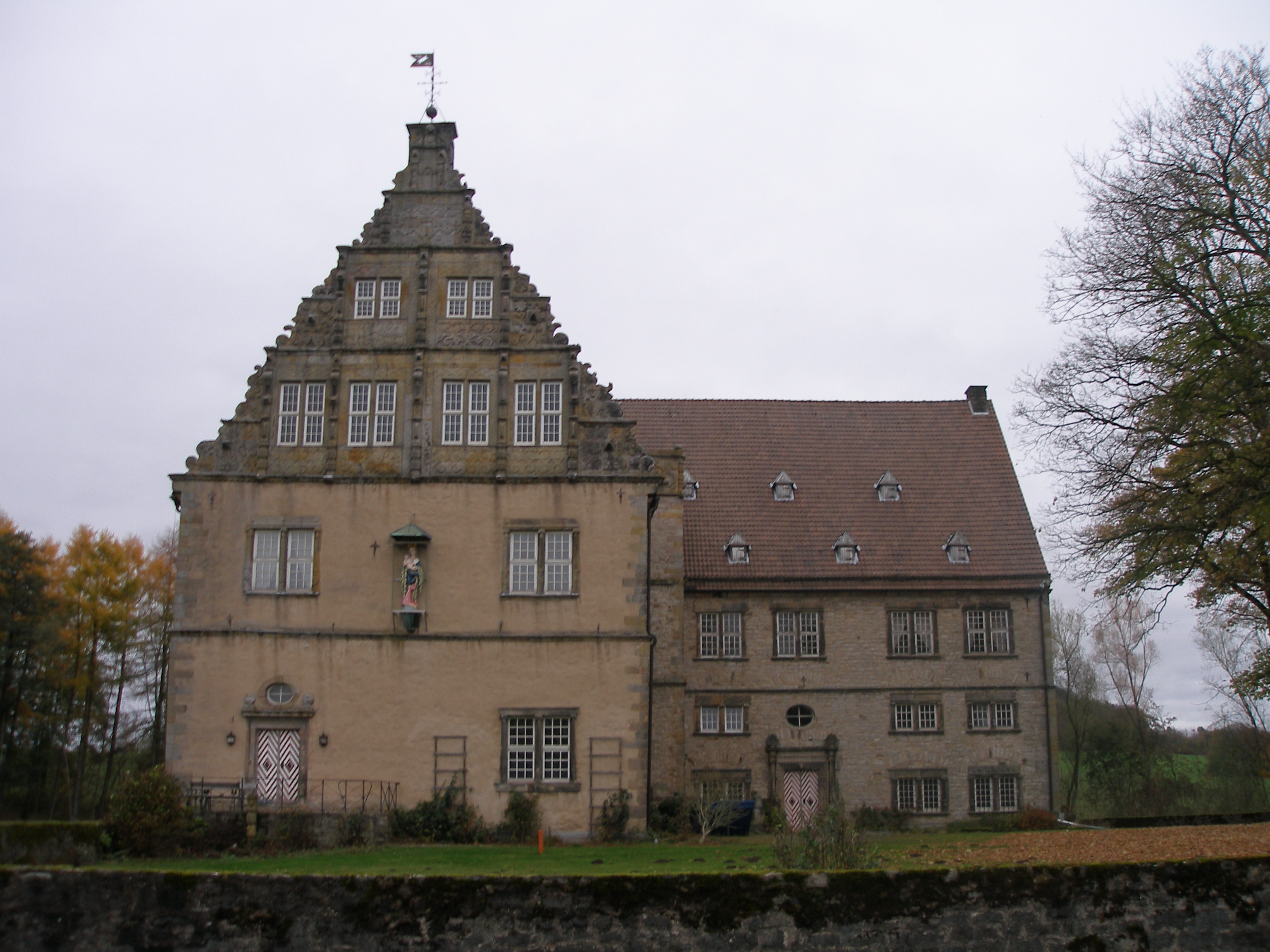
(1609)

En 1523/26, le château de Thienhausen (de), dans la pays de Paderborn, passe aux seigneurs de Haxthausen. Il est entièrement rénové vers 1609 par Tönnies Wolf von Haxthausen dans le style Renaissance de la Weser. En 1840, August von Haxthausen (de) s'installe dans le château que lui et son frère ont acheté à la branche danoise mourante de la famille. Sous lui, Thienhausen jouit d'une réputation de lieu de rencontre pour les artistes et les écrivains. En 1837, Werner von Haxthausen (1780-1842) reçoit le titre de comte bavarois, qui est confirmé en Prusse en 1840. Après qu'un incendie ait gravement endommagé le château en 1905, il est rénové dans le style Renaissance et lui redonne son aspect actuel. Le château appartient aux barons de Haxthausen jusqu'à sa vente aux enchères en 2016 avec les terres forestières et arables d'environ 140 hectares, comme l'était l'inventaire précédent.

##### Haxthausen zu Vörden

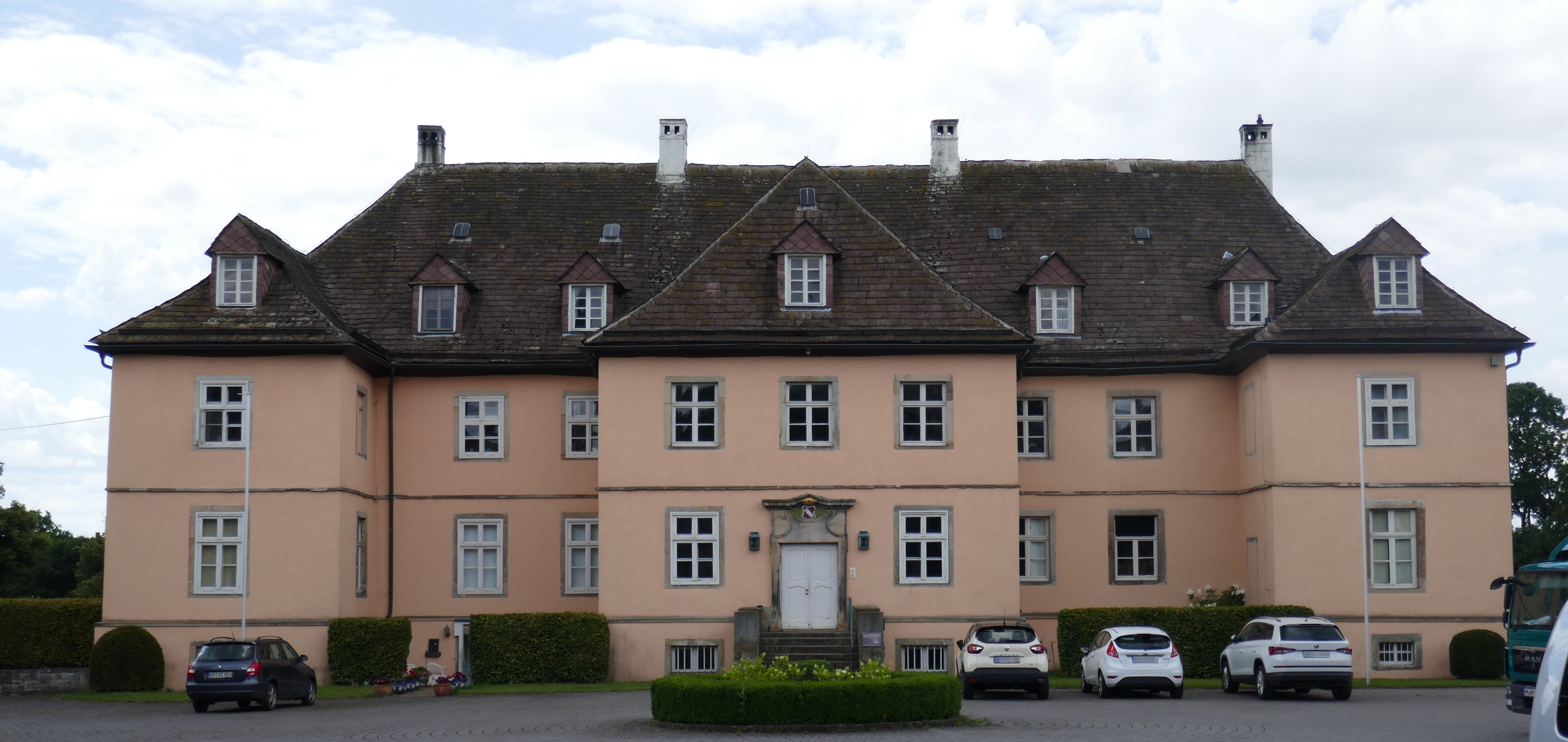
Château de Vörden

Le château de Vörden est construit au début du XIVe siècle par l'abbé de Marienmünster, Hermann von Mengersen (de), le fait construire dans le cadre de la construction des murs de la ville, des remparts et des fossés. L'évêque Henri de Paderborn le donne à Konrad von Haxthausen en 1582. Après les destructions pendant la guerre de Trente Ans, les Haxthausen font reconstruire le château de Vörden en palais baroque par l'architecte Justus Wehmer. Il appartient encore aujourd'hui aux barons von Haxthausen

##### Ligne noire (branche de Hesse)

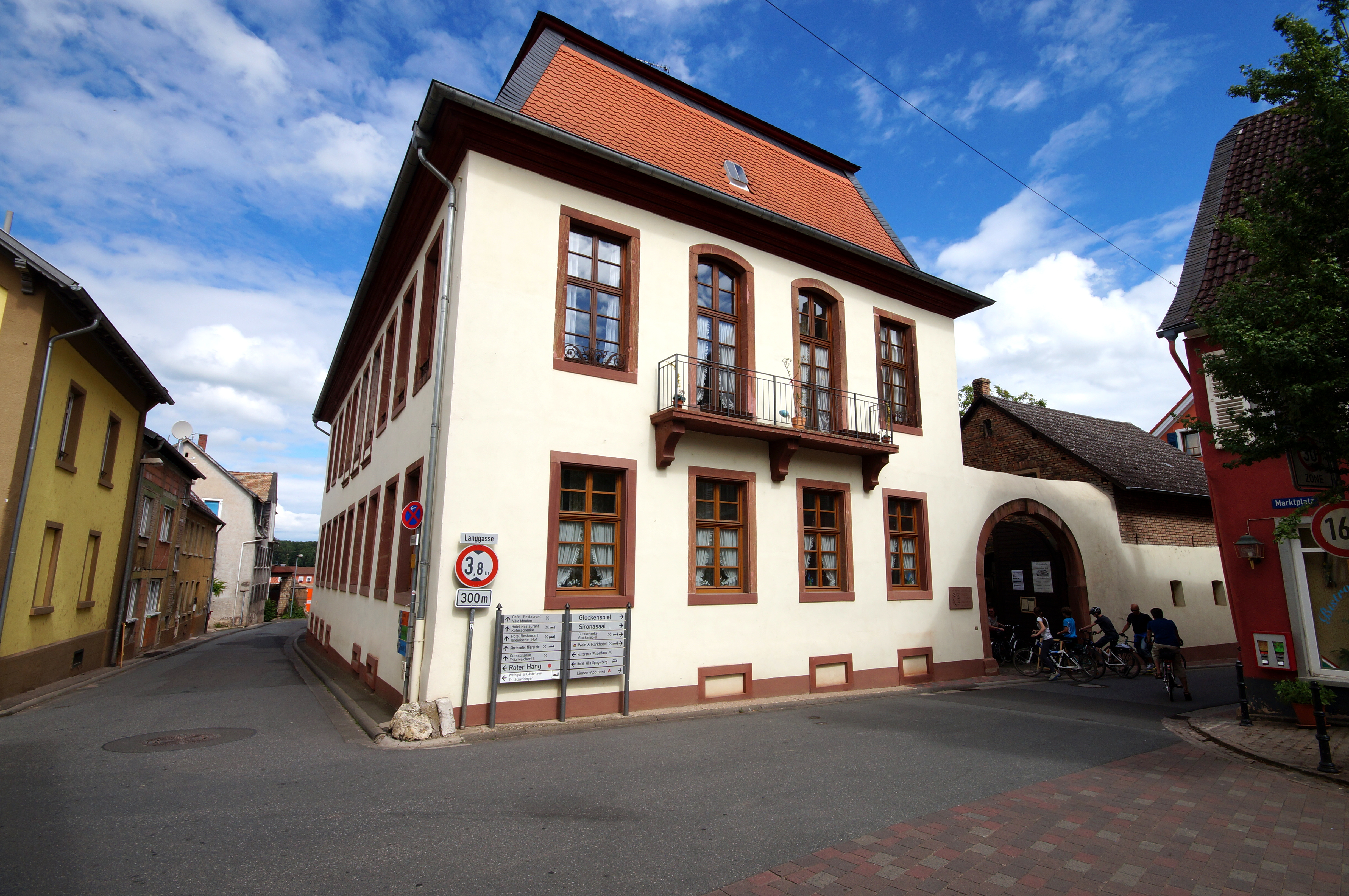
Le Haxthäuser Hof à Nierstein (1670)

En 1681, Agnesa Maria von Haxthausen, née Kamptz zu Godau (vers 1640-1695) hérite d'un manoir baroque à Nierstein. Il appartenait à sa mère, Maria Bibiana Anna von Rodenstein (de) (vers 1620-1675), la dernière de sa lignée, et revient à sa fille unique après la mort de son père Joachim Kamptz zu Godau (vers 1612-1681). Agnesa Maria est mariée à Hermann Raab von Haxthausen (1624/25-1682). Cette branche de la famille von Haxthausen appartient à la lignée noire. Ils ont huit enfants. Agnesa Maria lègue la ferme Haxthäuser à sa fille Anna Sophia von Haxthausen (1671-1743), alors encore célibataire. Plus tard, celle-ci épouse Ernst Ludwig von Stockheim (1662-1706) et s'installe à Nierstein après le décès prématuré de son mari. Comme le mariage n'a pas d'enfants, elle lègue la ferme aux descendants de son frère Anton Ulrich von Haxthausen (1675-1732), qui a épousé la cousine de la jeune femme, Albertina Charlotte von Haxthausen (1689-1769). Après la mort de son mari, Albertina Charlotta von Haxthausen s'installe à Georgenhausen : son mari hérite de la ferme, y compris tout le village, de sa mère. Son fils Rudolf Christian von Haxthausen (1732-1811, marié à Elisabeth Henriette von Carnitz 1735-1787) est propriétaire de la ferme Haxthäuser à Nierstein jusqu'en 1797, il est exproprié pendant les guerres de la Révolution française ; Son fils Christian Wilhelm Anton August von Haxthausen (1766-1849) fonde la lignée Haxthausen-Carnitz.

#### Ligne noire (Haxthausen-Carnitz)
La ligne Haxthausen-Carnitz estcréée sous le baron Christian Wilhelm Anton August von Haxthausen (11 décembre 1766-27 octobre 1849), capitaine d'état-major prussien dans le régiment d'infanterie Ruits (de) à Varsovie. En février 1811, avec l'approbation royale, il ajoute le nom et les armoiries de la famille Carnitz (de) aux siens. Il reçoit une fondation familiale du frère de sa mère, le chancelier de l'ordre Karl Adolph Graf von Carnitz, avec qui la famille Carnitz s'est éteinte.

##### Branche danoise
En 1736, Christian Friedrich von Haxthausen (de), chambellan royal danois, commissaire général de guerre et grand sénéchal des comtés danois d'Oldenbourg et de Delmenhorst (1690-1740), est élevé au rang de comte danois. Il appartient à la branche luthérienne de Thienhausen. Son fils est le général danois Clemens August von Haxthausen (de).

## Blason

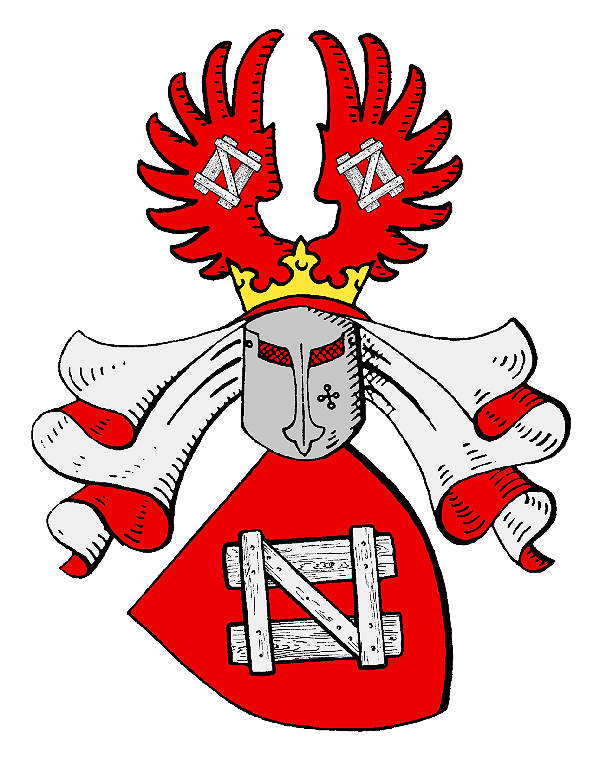
Armoiries de la famille von Haxthausen

Les armoiries de la famille montrent un panier de chariot argenté incliné en rouge. Sur le casque avec un casque rouge et argenté couvre un vol ouvert, chacun recouvert de la figure du bouclier. Département des Archives de l'État. Westphalie, Münster : L'objet du v. Les armoiries de Haxthausen sont généralement appelées portail ou porte à lamelles, également arrière. Les empreintes de sceaux les plus anciennes montrent clairement une structure en bois ressemblant à une porte avec une surface inclinée. Les armoiries montrent alors l'image suivante : En rouge, une porte à lamelles blanches (argentées) dressée en diagonale vers la gauche.

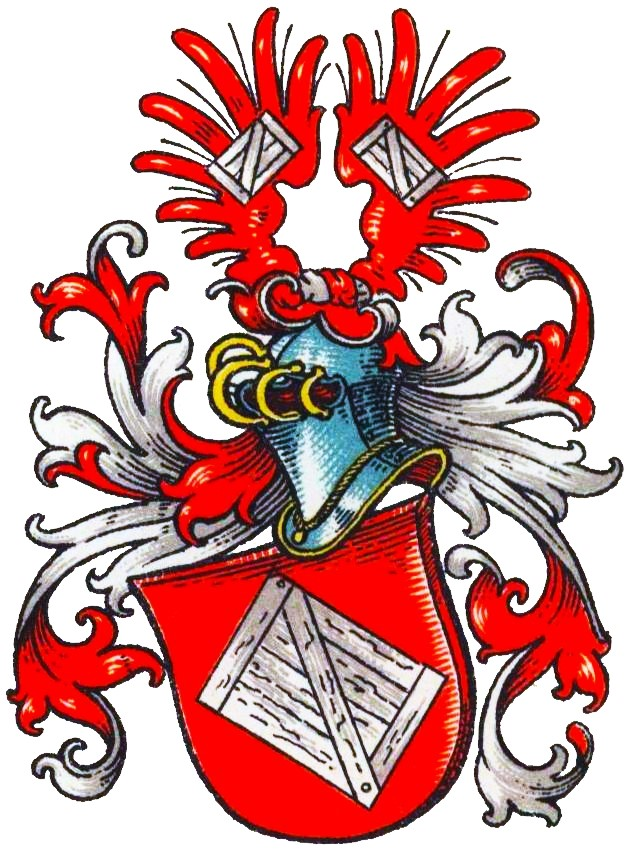
Armoiries de la famille von Haxthausen dans les armoiries de la noblesse westphalienne
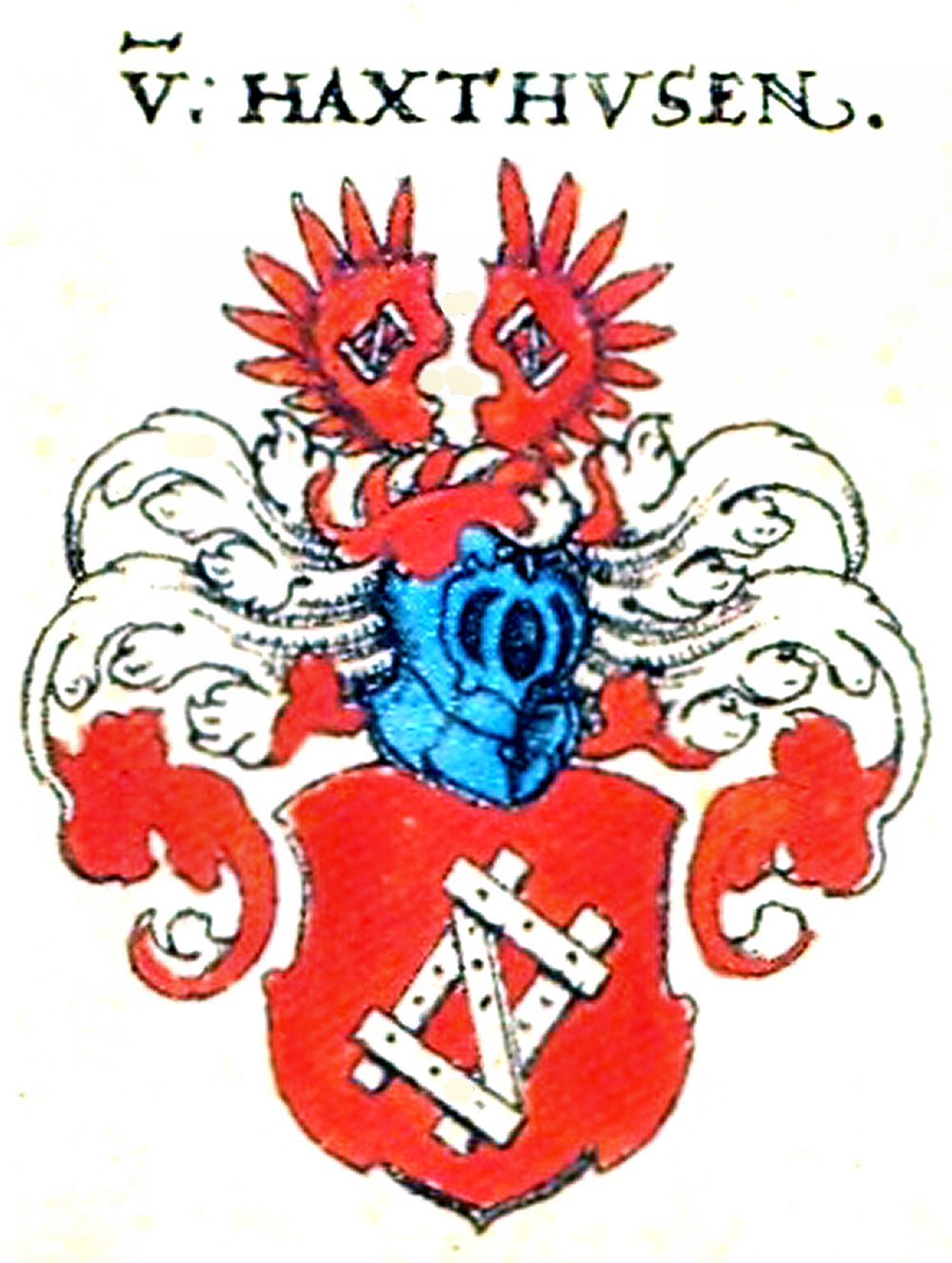
Armoiries de la famille von Haxthausen dans le livre des armoiries de Siebmacher
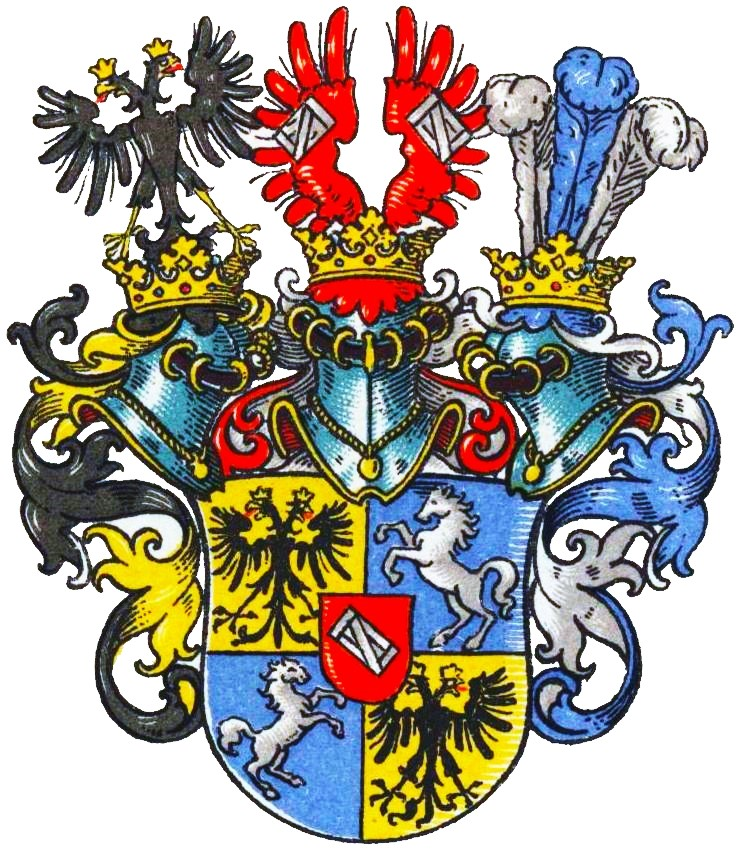
Armoiries des comtes de Haxthausen dans les armoiries de la noblesse westphalienne
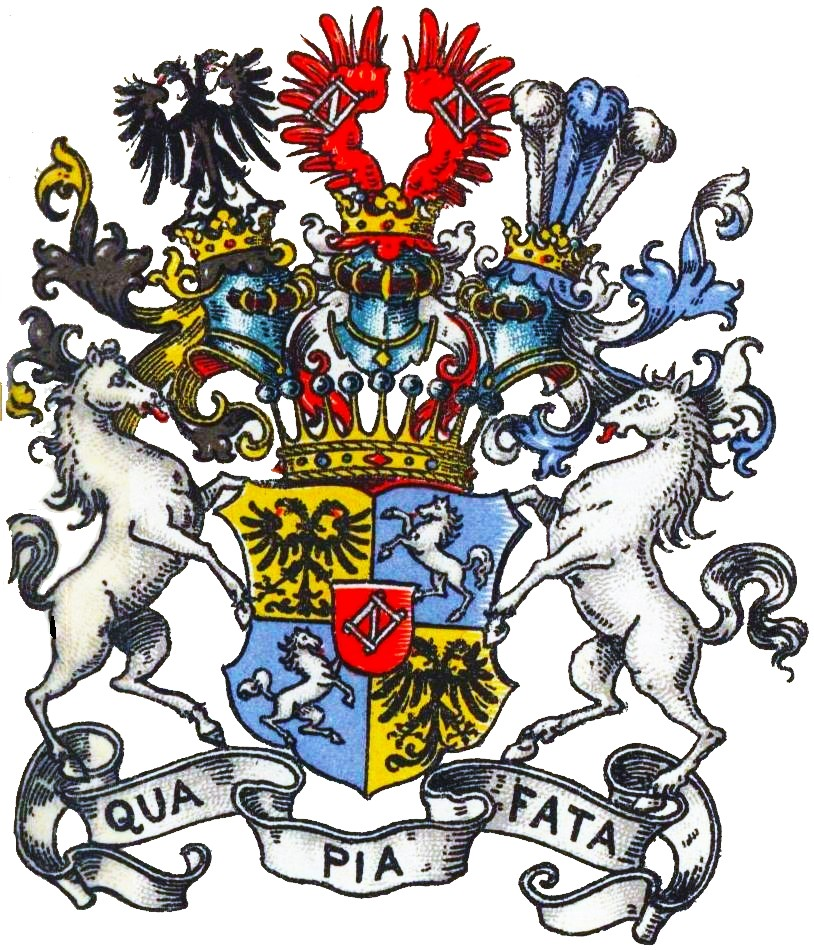
Armoiries des comtes de Haxthausen avec porte-écus et devise dans les armoiries de la noblesse westphalienne
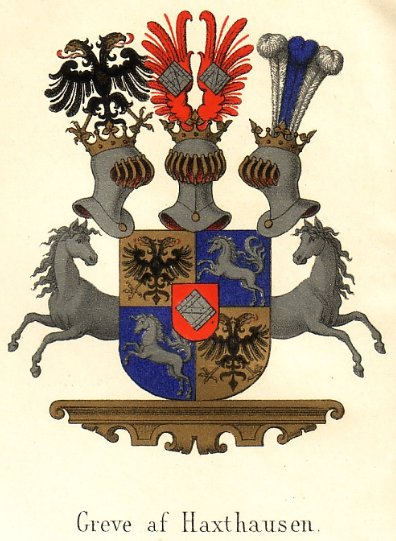
Armoiries des comtes de Haxthausen au Danemark Adels Aarbog
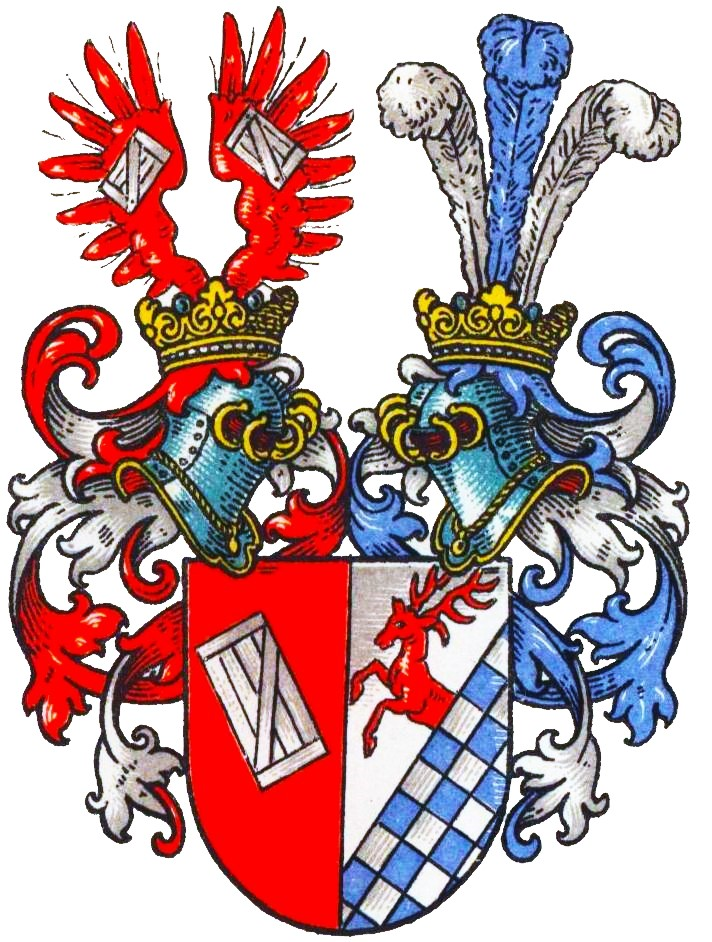
Armoiries des barons de Haxthausen-Carnitz Ier dans les armoiries de la noblesse westphalienne
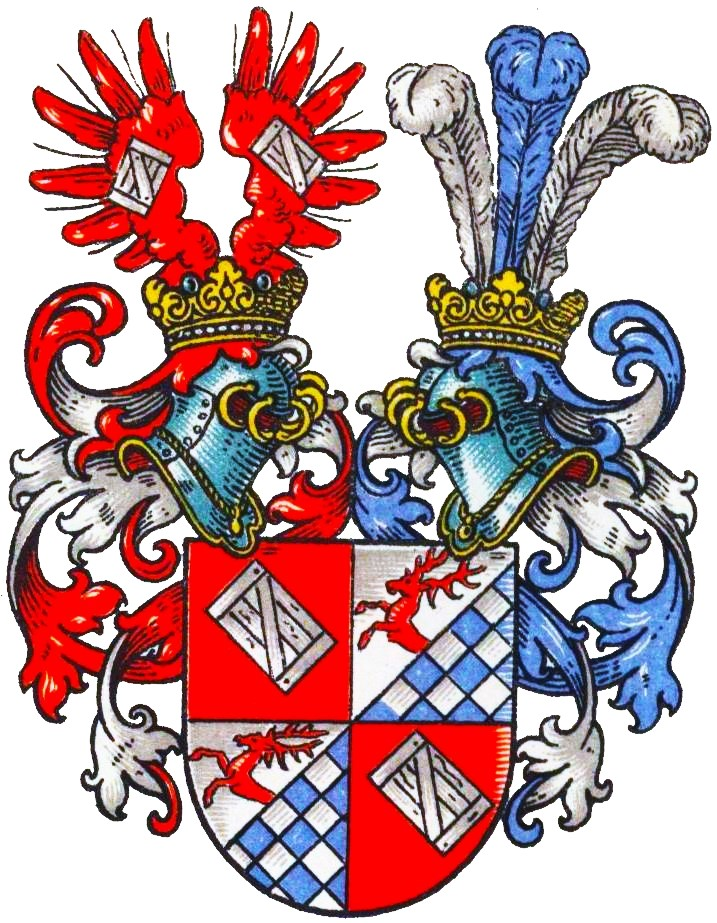
Armoiries des barons de Haxthausen-Carnitz II dans les armoiries de la noblesse westphalienne

## Personnalités
- Anton Wolf von Haxthausen (de) (1647-1694), diplomate danois et sénéchal.
- August Franz von Haxthausen (de) (1792-1866), agronome et économiste prussien.
- Caspar Moritz von Haxthausen, sénéchal de bureau de Lichtenau (de) (principauté épiscopale de Paderborn)
- Christian August von Haxthausen (de) (1653-1696), maître de la cour d'Auguste le Fort, l'accompagne au couronnement de ce dernier en Pologne.
- Christian Friedrich von Haxthausen (de) (1690-1740), chambellan et sénéchal au service du Danemark
- Christian Ove von Haxthausen (1777-1842), major général et maréchal de la cour suprême danois.
- Clemens August von Haxthausen (de) (1738-1793), général d'infanterie danois.
- Frederik von Haxthausen (1750-1825), officier danois et chef du gouvernement norvégien.
- Georg von Haxthausen (de) (mort en 1616), chanoine de la cathédrale de Münster.
- Gregers Kristian von Haxthausen (de) (1732-1802), noble et ministre danois.
- Hermann Adolph von Haxthausen (de) (1703-1768), maréchal en chef de la principauté épiscopale de Paderborn
- Johann August von Haxthausen (de) (1693-1762), titulaire d'un régiment électoral saxon
- Johann Friedrich Wilhelm Haxthausen von Elmershausen (de) (1858-1914), ambassadeur allemand à Pékin
- Johann Raab von Haxthausen (de) (1659-1733), baron et général de l'électorat palatin et maréchal-lieutenant de l'armée impériale, beau-père de Franz Pleickard Ulner von Dieburg (de).
- Walter von Haxthausen (de) (1864-1935), major général prussien.
- Werner Adolph von Haxthausen (de) (1744-1823), sénéchal de l'office de Lichtenau
- Werner von Haxthausen (1780-1842), fonctionnaire d'État et philologue allemand.
- Wilhelm von Haxthausen (de) (1874-1936), contre-amiral allemand, aide de camp et maréchal de la cour du prince Adalbert de Prusse.